# Interrogatiu
S'entén per interrogatiu (en anglès, wh-word) el mot que introdueix una oració interrogativa (o pregunta), tant si és una oració interrogativa directa com una oració interrogativa indirecta.

## Tipus d'interrogatius
- Adjectius determinatius interrogatius (o determinants interrogatius)

Els adjectius determinatius interrogatius són determinants que acompanyen el nom, amb el qual concorden en gènere i nombre, al principi d'una oració amb modalitat interrogativa. Així, en català, els determinants interrogatius són quin/a, quins/es i quant/a, quants/es. (Per exemple, en una oració com Quina magdalena vols per a berenar?, l'interrogatiu quina determina el substantiu magdalena, amb el qual concorda en gènere femení i nombre singular).
Quin/a, quins/es i quant/a, quants/es també poden funcionar com a adjectius determinatius exclamatius.
- Pronoms interrogatius

Els pronoms interrogatius són pronoms que encapçalen oracions amb modalitat interrogativa. En català, hi ha els pronoms interrogatius qui i què. (En una oració com Què has trobat dins d'aquella maleta atrotinada?, el pronom interrogatiu què introdueix l'oració i en destaca la característica que és una pregunta).
Les oracions introduïdes per un pronom interrogatiu tenen com a resposta un sintagma nominal (SN) o un pronom.
- Adverbis interrogatius

Els adverbis interrogatius són adverbis que introdueixen oracions amb modalitat interrogativa i, per tant, tenen la característica de subratllar el caràcter interrogatiu de l'oració. En català, són adverbis interrogatius mots com quan, on i com. (Per exemple, en una oració com Quan vindràs?, l'adverbi quan introdueix la pregunta).
Les oracions introduïdes per un adverbi interrogatiu poden tenir com a resposta un adverbi, un sintagma preposicional (SPrep) o una oració subordinada adverbial.